# Виктор Пожежински
Виктор Ян Пожежѝнски (на полски: Wiktor Jan Porzeziński; на руски: Виктор Карлович Поржезинский) е полско-руски езиковед славист и балтист, професор, преподавател в Московския, Варшавския и Люблинския католически университет, председател на Полския научен кръг в Москва (1917 – 1921), съосновател и председател на Полското лингвистично дружество, член на Полската академия на знанията (1929 – 1930). В научната си дейност се занимава основно с историята и граматиката на славянските и балтийски езици, както и с общо езикознание.

## Трудове
- Возвратная форма глаголов в литовском и латышском языках (1903) – докторска дисертация
- Индоевропейские древности с точки зрения современной науки (1906)
- Введение в языковедение (1907)
- Конспект лекций по сравнительной грамматике индоевропейских языков (1910)
- Краткое пособие к лекциям по исторической грамматике русского языка (1911)
- Очерки сравнительной фонетики древнеиндийского, греческого, латинского и старославянского языков (1912)
- Очерк фонетики и морфологии польского языка (1913)
- Сравнительная грамматика славянских языков (1914)
- Преподавательская и учёная деятельность Всеволода Фёдоровича Миллера в области языковедения (1914)
- Образцы средне-верхне-немецкого языка. Тексты и краткий словарь (1916)
- Вопрос о реформе правописания в некоторых странах Европы (1918)
- Z metodologii badań semantycznych (1927)
- Przyczynki do dziejów języka litewskiego (1928)